# Лесная завирушка
Лесная завирушка (лат. Prunella modularis) — мелкая певчая птица, наиболее широко распространённый вид небольшого семейства завирушковых. Обитает в умеренном климате Евразии и, в отличие от большинства родственных птиц, гнездится не только в горах, но и также на равнине.

## Описание

### Внешний вид
Мелкая и малозаметная птица размером с воробья, длиной 13—14,5 см и весом 19-20 г. В оперении преобладают серо-бурые тона. Голова, горло, шея и грудь пепельно-серые, с тёмно-бурыми пятнами на темени и загривке. Кроющие ушей серо-бурые с тонкими светлыми пестринами. Клюв в сравнении с воробьями и горными вьюрками (Leucosticte) более тонкий, черновато-бурый, в основании надклювья несколько расширенный и уплощённый. Радужная оболочка красновато-бурая. Мантия, спина и кроющие крыла ржавчато-бурые с чёрными размытыми пятнами. Крылья тёмно-бурые, с ржавчато-бурыми каймами на второстепенных маховых и кроющих. Брюхо беловатое, подхвостье серовато-охристое. Ноги красновато-коричневые. Самки похожи на самцов, но имеют слегка менее пёструю окраску. Оперение молодых птиц более рыжеватое, с многочисленными пестринами на голове и нижней части тела. В зависимости от насыщенности серых и коричневых тонов выделяют 8 подвидов лесной завирушки, обитающих в разных частях ареала (см. раздел «Подвиды»).

### Передвижения
Очень подвижная птица, по земле быстро и ловко передвигается среди густого кустарника и бурелома подобно крапивнику. Обычное положение туловища горизонтальное, с приподнятым хвостом и согнутыми плюснами. Часто приподнимает переднюю часть тела, шею вытягивает, а хвост опускает. Движения тела быстрые, а движения хвостом настолько частые, что кажутся трудноуловимыми глазом. Если вспугнуть завирушку с земли, то она взлетает на ветку, осматривается по сторонам и покидает место только тогда, когда убедится, что опасность близка. Полёт быстрый, прямолинейный. Обычно держится неприметно, низко над землёй, но иногда усаживается напоказ на какой-либо высокой ветке дерева. В отличие от воробья, по земле передвигается шагом, а не прыгает.

### Голос
В период размножения самец часто издаёт мелодичные высокие трели продолжительностью 2—4 сек и повторяемые с небольшим интервалом, забравшись на вершину какого-либо дерева (редко в воздухе). Как правило, в репертуаре самца 10—15 мелодий, которые он повторяет в произвольном порядке. Пение самки — комбинации различных трелей или сложных фраз вроде «виить-тирли-виить-тирли-виить-тирли-виить». В другое время года птицы довольно молчаливы, перекликаясь только негромким односложным щебетанием «цип» или недлинными трелями. Сигнал опасности — те же звуки, однако более резкие.

## Распространение

### Ареал
Гнездится на большей части континентальной Европы (за исключением некоторых южных районов Пиренейского, Апеннинского и Балканского полуостровов и Скандинавии севернее 70° с. ш.), на восточном побережье Средиземного моря, в Малой Азии, Иране и на западе Западной Сибири. За пределами материка встречается на Британских и на Корсике. В горы поднимается до 2200 м над уровнем моря в швейцарских Альпах, до 2600 м на Кавказе и до 1600 м в Пиренеях. Интродуцирована в Новой Зеландии, где встречается до 1600 м над уровнем моря.
В Российской Федерации встречается западнее Уральских гор. Южная граница ареала проходит через долину реки Белой, Тамбовскую, Калужскую, Нижегородскую области, Татарстан, горные уральские массивы Иремель и Ямантау, окрестности Нижнего Тагила, верховьями реки Вишеры, горой Бассег и селом Усть-Илыч на Печоре.

### Местообитания
Биотопы очень разнообразны, но в любом случае включают в себя густой подлесок. В северной части ареала населяет разнообразные леса с буреломом, зарослями кустарника или порослью, часто вдоль рек и ручьёв. В равнинных районах Западной Европы часто обитает на культивируемых ландшафтах: фермах, садах и парках с живой изгородью и густой растительностью. В тундре и в горной местности обживает низкорослые лесные массивы и кустарники.

### Миграция
В зависимости от района обитания перелётный, частично-перелётный либо оседлый вид. В Западной Европе в основном живёт оседло, либо рассеиваясь на расстояние до 30 км. Популяции севера Германии, Польши, Финляндии, стран Скандинавии и республик бывшего СССР мигрируют полностью либо частично, причём процент миграции возрастает с запада на восток. Область зимовок этих птиц включают в себя Средиземноморье к востоку от Пиренейского полуострова, Турцию, юг Украины, Северный Кавказ, низовья Волги, Израиль и Северный Иран. Отдельные особи достигают Северной Африки. В высокогорных районах Кавказа миграция вертикального типа — птицы спускаются к берегам Чёрного моря. На пролёте избегает открытых пространств, держится крупноствольных лесов и кустарника, а при его отсутствии зарослей камыша, тростника, куги либо кучи хвороста. К местам гнездовий прибывает в феврале — апреле, на территории России в апреле. Осенний отлёт в августе-ноябре.

## Размножение
Система спаривания лесной завирушки очень редкая среди птиц — она может включать в себя моногамию, полигинию, полиандрию, и даже сочетание полигинии с полиандрией (когда 2—3 самца создают устойчивую связь с 2—3 самками). Так, в результате наблюдения британских орнитологов над 254 птицами выявили среди них 42 % случая моногамии, 30 % полиандрии, 4 % полигинии и 24 % случая полигиандрии. В сезон обычно бывает две кладки яиц, в отдельных случаях три. В случае миграции весной первыми к местам гнездовий прилетают самцы, которые выбирают высокое дерево и усиленно поют, привлекая самок.
Гнездо — широкое и неглубокая чаша с толстыми и плотными стенками — строит одна самка, а самец (или группа самцов в случае полиандрии) охраняют территорию. Гнездо устраивается невысоко над землёй, на высоте 0,5—3,5 м (обычно 1—2 м) над землёй, часто на небольшой ёлке или кустах можжевельника или другого кустарника. В качестве строительного материала используются сухие веточки и корешки ели, из которых сплетается основание, кусочки мха, и обрывки шерсти и перьев в качестве выстилки. С внешней стороны гнездо облицовается тонкими сухими еловыми ветками, часто с примесью стеблей злаковых. Диаметр готового гнезда составляет 80—140 мм, высота 60—75 мм, диаметр лотка 50—65 мм, глубина лотка 35—50 мм.
На территории России первая кладка яиц обычно приходится на вторую половину мая, и состоит из 3—6 яиц зеленовато-голубого цвета, без рисунка. Самка насиживает самостоятельно и очень плотно в течение 12—13 дней. В случае приближения к гнезду человека улетает молча и только почти из-под рук. Кормлением птенцов, как правило, занимаются самка и самец либо самка и два самца (в редких случаях самка кормит в одиночку), отрыгивая им корм прямо в клюв. Уже в возрасте примерно 12 дней птенцы начинают самостоятельно летать, а самка приступает к повторной кладке.
Лесная завирушка — один из основных видов-воспитателей птенцов обыкновенной кукушки. При этом птица, в отличие от многих других, не обращает внимание на отличную окраску подброшенных паразитом яиц.

## Питание
В период размножения основу питания составляют разнообразные беспозвоночные, главным образом насекомые и паукообразные. Поедает жуков (долгоносиков, жужелиц, пластинчатоусых, листоедов, стафилинид и пр), пауков, мух, клопов, уховёрток, ногохвосток, веснянок, прямокрылых и т. д. При случае ловит улиток и земляных червей. Осенью, в период созревания плодов и семян, характер питания меняется в сторону растительной пищи. Кормится семенами щавеля, черники, водяники, лесной герани, крапивы, мака, осоки, сосны, берёзы и др. Употребляет в пищу некоторые ягоды малины и бузины. Зимой охотно посещает кормушки, поедая хлебные крошки и кусочки сала. Корм почти всегда ищет на земле, исследуя кусты или вороша опавшую листву. Редко ловит насекомых на лету.

## Подвиды
Список подвидов согласно каталогу «Руководство по птицам мира» (англ. Handbook of Birds of the World):
- Prunella modularis hebridium Meinertzhagen, 1934 — Гебридские острова, Ирландия
- Prunella modularis occidentalis (Hartert, 1910) — Британские острова (кроме Ирландии), Западная Франция
- Prunella modularis modularis (Linnaeus, 1758) — Северная, Центральная и Восточная Европа к югу до Альп,Румынии, Западная Сибирь
- Prunella modularis mabbotti Harper, 1919 — Пиренейский полуостров, Южная и Центральная Франция, Италия и Греция
- Prunella modularis meinertzhageni Harrison & Pateff 1937 — Юг бывшей Югославии, Болгария
- Prunella modularis fuscata Mauersberger, 1971 — Горные районы Крыма
- Prunella modularis euxina Watson, 1961 — Северная и Северо-Западная Турция
- Prunella modularis obscura (Hablizi, 1783) — Кавказ, Закавказье, Северный Иран, Северо-Восточная Турция